# Amerikai éjszaka

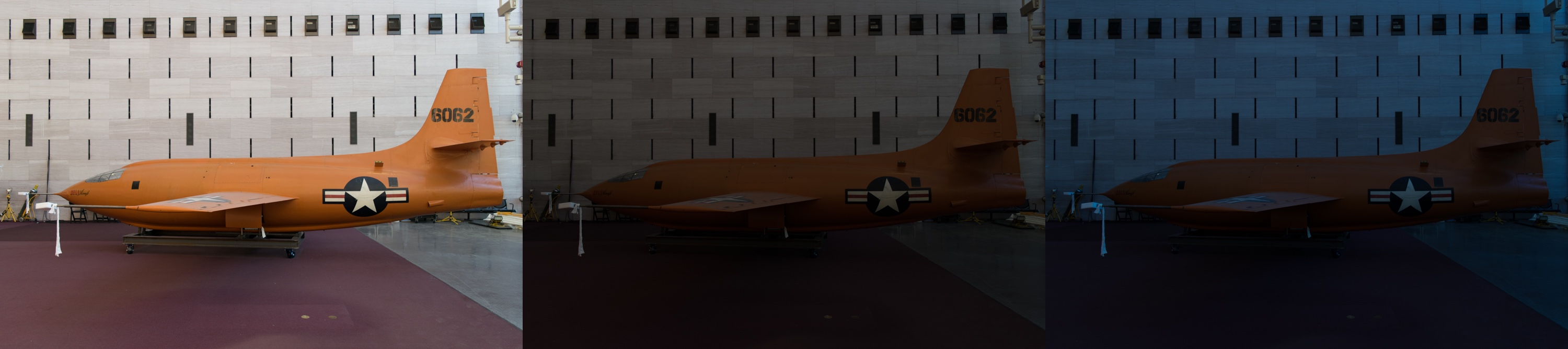
Egy megszerkesztett fénykép, melyen jól látható az amerikai éjszaka eljárás

Az amerikai éjszaka, avagy nuit américaine (angolul: Day for night) annak a fotográfiai eljárásnak a neve, amit akkor alkalmaznak, ha nappal forgatnak éjszakai jeleneteket. Némely eljárás a műfényre hangolt 3200 K-es  színhőmérsékletű filmet használ napfényfilm helyett, de van, hogy különleges kék szűrőt használnak hozzá, alulexponálják a jelenetet, ezzel a sötétség, vagy a holdfény hatását keltik.
A digitális utómunka-eljárásokkal az is elérhető, hogy fokozzák az amúgy kevésbé hangsúlyos természetes fényforrásokat, mint a beltéri jelenetekbe ablakon beszűrődő fény, kültéri mesterséges fényforrások, autók lámpái és még sok más.
François Truffaut filmjének címe, az Amerikai éjszaka (1973) is erre a technikára utal.